# 鍋島直寛
鍋島 直寛（なべしま なおひろ）は、肥前蓮池藩の第6代藩主。

## 生涯
延享3年（1746年）3月18日、第4代藩主・鍋島直恒の四男として生まれる。宝暦7年（1757年）に異母兄で第5代藩主の直興が死去したため、その養子となり家督を相続した。
藩の財政難のため、家臣の俸禄を払い遅れたり、菩提寺である宗眼寺や屋敷の焼失などによる出費が相次ぎ、藩士の献金や借金、大坂藩邸を抵当にかけたり、倹約令を出したりしてしのいでいた。直寛の行なった治績として、学問の奨励などを行なって藩校・成章館創設の基礎を築き上げたことにある。
安永2年（1773年）7月26日、水腫が原因で蓮池で死去した。享年28。跡を長男の直温が継いだ。

## 系譜
父母
- 鍋島直恒（実父）
- 大隈良雄の娘、側室（実母）
- 鍋島直興（養父）

正室
- 千百 ー 鍋島宗教の養女、甘露寺規長の娘

子女
- 鍋島直温（長男）生母は千百（正室）
- 鍋島連善（次男）